# Gang unter dem Markt in Weimar
Der Chronist Gottfried Albin de Wette berichtete in seinen 1737 erschienenen „Historische[n] Nachrichten von der berühmten Residentz-Stadt Weimar“ über einen etwa 70 m langen Gang unter dem Markt in Weimar, zuletzt Februar 1988 und Juli 1991 freigelegt, der das Rathaus mit dem Weimarer Stadthaus, neben dem das Cranachhaus steht, welches de Wette auch als Rathaus bezeichnet, verbindet, dass kein Wasser in ihn eindringen könnte, obwohl stündlich über ihn gegangen oder geritten würde. Seine Entstehungszeit liegt in der Renaissance.
Der aus Muschelkalk gemauerte rundbogige Gang ist auf der Ostseite 2,10 m hoch und 2,40 m breit und auf der Westseite, auf der sich auf dem Markt das Rathaus befindet, ist der Gang 1,80 m hoch und 1,20 m breit.
Der Gang diente einer schnellen und sicheren Verbindung zwischen dem Rathaus und dem Stadthaus, welches oberirdisch über dem Markt, gerade an Markttagen, nicht möglich wäre. Außerdem befand sich im Stadthaus der Ratskeller. Die breitere Seite schließt sich am Ende des Ganges an das Stadthaus an und dürfte sich auch als Lagerkeller für Bier und Wein geeignet haben.